# Propinquus
Pompei o Pompeu Propinquus (en llatí Pompeius Propinquus) va ser un governador romà del segle i.
Era procurador de la província de la Gàl·lia Belga al moment de la mort de l'emperador Neró l'any 68. Llavors va donar suport a Galba i a Marc Salvi Otó. El 69 va resultar mort per les tropes quan van proclamar emperador a Vitel·li.